# むつインターチェンジ
むつインターチェンジは、青森県むつ市にある下北半島縦貫道路のインターチェンジである。

## 道路
- 下北半島縦貫道路（国道279号 むつ南バイパス）

## 歴史
- 2023年（令和5年）3月25日 : むつIC - むつ尻屋崎IC間 開通に伴い、供用開始[1]。

## 周辺
- ユニバースむつ柳町店

## 隣
下北半島縦貫道路（国道279号 むつ南バイパス）
むつIC - むつ尻屋崎IC